# Яковлев, Владимир Георгиевич (дипломат)
Влади́мир Гео́ргиевич Я́ковлев (1908 — после 1986) — советский дипломат. Чрезвычайный и полномочный посол.

## Биография
Член ВКП(б). На дипломатической работе с 1938 года. 
- В 1938—1939 годах — сотрудник Полпредства СССР в Чехословакии.
- В 1938 году — поверенный в делах СССР в Чехословакии.
- В 1939—1940 годах — генеральный консул СССР в Праге (Германия).
- В 1940—1944 годах — сотрудник центрального аппарата МИД СССР.
- В 1944 году — заместитель заведующего IV Европейским отделом НКИД СССР.
- В 1945—1948 годах — советник Посольства СССР в Польше.
- В 1948—1957 годах —первый заместитель председателя правления Всесоюзного общества культурной связи с заграницей (ВОКС).
- С 19 февраля 1957 по 8 сентября 1960 года — чрезвычайный и полномочный посол СССР на Цейлоне[1].
- В 1961—1970 годах — на ответственной работе в аппарате ЦК КПСС.

С 1970 года — в отставке.

## Награды
- орден Трудового Красного Знамени (5 ноября 1945)
- орден Красной Звезды (3 ноября 1944)

## Публикации
- Яковлев, В. Тревожные годы в Чехословакии и Польше (воспоминания дипломата). — Москва, 2001.
- Яковлев В. Г. Легенды и жизнь острова Ланка [Текст] : (По страницам дневника) / Владимир Яковлев. - Москва : Наука, 1977. - 406 с.
- Vladimir Yakovlev. Why Solomon Bandaranaike was murdered // The New Times, Moscow, 1984, №43 (Newspaper "Trud" publishing)
  - Яковлев В. За что убили Соломона Бандаранаике // Новое время, № 43 1984